# Petäjälampi (sjö i Norra Österbotten)
Petäjälampi är en sjö i Finland. Den ligger i kommunen Kuusamo i landskapet Norra Österbotten, i den nordöstra delen av landet, 700 km norr om huvudstaden Helsingfors. Petäjälampi ligger 259,9 meter över havet. Arean är 33,1 hektar och strandlinjen är 3,21 kilometer lång. Sjön  ingår i Kems huvudavrinningsområde. 